# 栄宏会小野病院
医療法人社団栄宏会 栄宏会小野病院（いりょうほうじんしゃだんえいこうかい　えいこうかいおのびょういん）は、兵庫県小野市にある医療機関。2013年9月まで小野市が小野市立小野市民病院として運営していたが北播磨総合医療センターを開業するのに合わせ、プロポーザル方式の結果、医療法人社団栄宏会に売却した。「地域の方に愛され親しまれる病院を目指して」を病院の基本理念とし、一般病棟では急性期治療を行い、その後の在宅復帰へ向けたリハビリテーションを集中的に実施している。また、在宅復帰後も継続してリハビリテーションを実施できるデイケアセンターや、人工透析センターも完備している。

## 沿革
- 2014年（平成26年）4月 – 栄宏会小野病院　開設（103床）

## 診療科
- 内科
- 呼吸器内科
- 糖尿病内科
- 消化器内科
- 外科
- 脳神経外科
- 消化器外科
- 整形外科
- 小児科
- 皮膚科
- リハビリテーション科

## 医療法人社団栄宏会 栄宏会小野病院関連施設
- オリーブ三木居宅介護支援事務所 (兵庫県三木市加佐字一ケ坪273-2)

## 周辺
- 国道175号
- 小野駅

## 交通アクセス
- 神戸電鉄粟生線小野駅下車、徒歩10分